# Делла Джованна, Фабио
Фабио Делла Джованна (итал. Fabio Della Giovanna; 21 марта 1997 года, Виццоло-Предабисси, Италия) — итальянский футболист, играющий на позиции защитника. Ныне выступает за итальянский клуб «Тернана».

## Клубная карьера
Фабио — воспитанник «Интера», капитан молодёжной команды. С сезона 2015/2016 привлекается к тренировкам с основным составом. 15 мая 2016 года, в последнем матче сезона, дебютировал в Серии А поединком против «Сассуоло», выйдя на замену на 81-й минуте вместо Родриго Паласио.

## Карьера в сборной
Фабио — один из основных игроков юношеских сборных Италии. Принимал участие в отборочном и элитном раундах к чемпионату Европы 2014 года среди юношей до 17 лет.